# Spectrogram

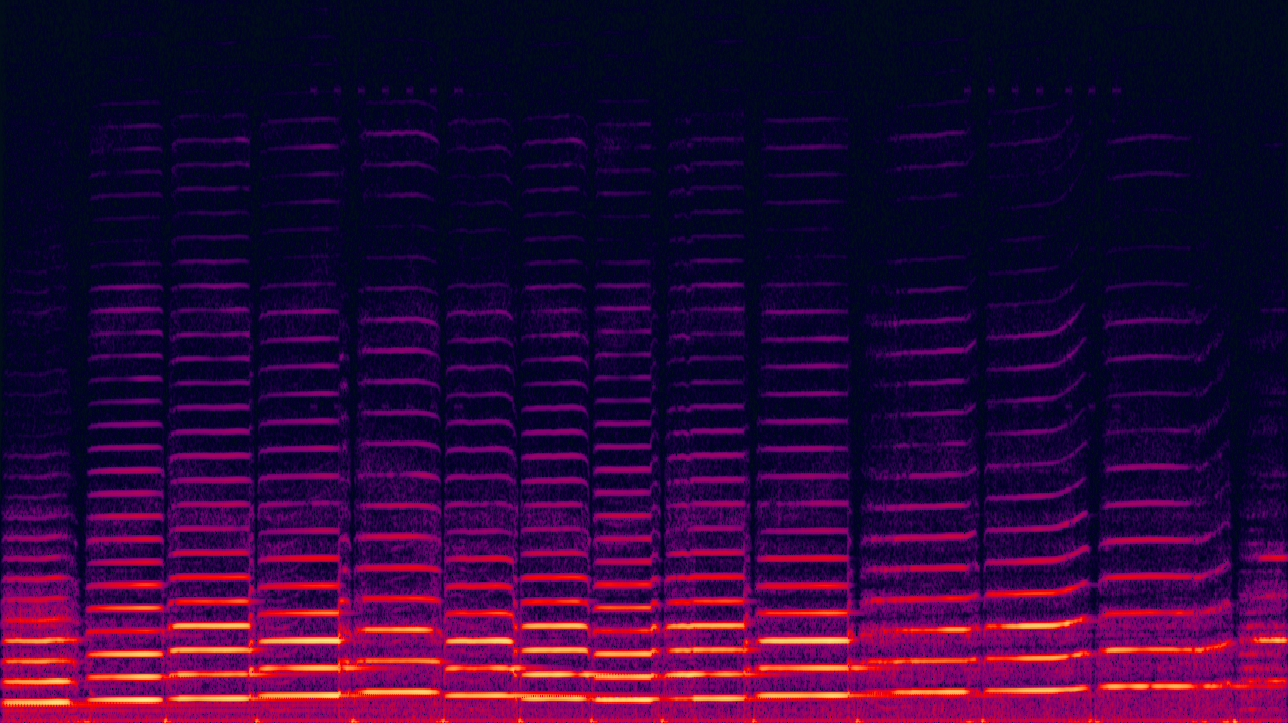
Het spectrogram van het geluid van een viool waarop wordt gespeeld. De frequentie is weergegeven op de verticale as en de tijd op de horizontale as. De heldere lijnen tonen hoe de spectrale lijnen door de tijd heen veranderen, als de tonen in de melodie veranderen. De intensiteit is logaritmisch weergegeven (zwart niveau −120 dBFS).

Een spectrogram is een grafiek waarin de energie per frequentiegebied is uitgezet tegen tijd. Een spectrogram kan in principe worden gemaakt van allerlei frequentiebronnen. Veel gebruikt zijn spectrogrammen van geluid of licht. Het is goed gebruik de tijd op de horizontale as uit te zetten, en de frequentie op de verticale as. De mate van kleuring geeft de hoeveelheid energie aan.
Het is gebruikelijk om een logaritmische schaal te gebruiken voor de frequenties en de energie-inhoud van de signalen.

## Generatie
Een spectrogram wordt meestal gemaakt door ofwel een set van frequentieband filters te gebruiken waarmee de energie-inhoud van de frequentieband wordt gemeten, ofwel door de energie-inhoud van een frequentieband te berekenen door een fouriertransformatie toe te passen.

## Resolutieprobleem van de Fouriertransformatie
In het laatste geval kan het resolutieprobleem eigen aan de fouriertransformatie voor problemen zorgen: een fouriertransformatie berekent enkel frequenties die veelvoud zijn van de grondfrequentie van de transformatie. Deze is gelijk aan één gedeeld door de tijdsduur van het signaal dat wordt getransformeerd. Indien men dus een signaal opdeelt, bijvoorbeeld in stukken van 0,1 seconde, en al deze stukken Fourier-transformeert, zal het spectrogram een resolutie van 10 Hz hebben. Men krijgt dus informatie op 10 Hz, 20 Hz, 30 Hz... Wil men de resolutie in de tijd verhogen door kortere stukjes te nemen (van bijvoorbeeld 0,025 seconden), dan zal de resolutie in frequentie evenredig slechter worden en stijgen tot 40 Hz. Met andere woorden, het product van de resolutie in tijd en de resolutie in frequentie is een constante. Indien een van beide resoluties verbeterd wordt, gaat dat ten koste van de andere.
In veel toepassingen is op lage frequentie een betere resolutie in frequentie nodig, en op hogere frequenties een betere resolutie in de tijd. De wavelettransformatie biedt hier een oplossing voor.

## Toepassingen
De verdeling van energie over het frequentie spectrum is specifiek voor een type bron. Zo levert het geluid van elk type muziekinstrument zijn eigen specifieke spectrogram op. Een spectrogram kan dan ook worden gebruikt om een instrument te herkennen of om de gespeelde melodie te herkennen. Een spectrogram van geluid wordt toegepast in software voor spraakherkenning en stemherkenning.
Elke ster levert een eigen spectrogram op van lichtfrequenties waaruit veel informatie over de chemische samenstelling van de ster is af te leiden, evenals zijn oppervlakte temperatuur.